# John McCullough (Basketballspieler)
John McCullough (* 5. Oktober 1956 in Lima (Ohio)) ist ein US-amerikanischer Basketballtrainer und ehemaliger -spieler.

## Laufbahn
Er spielte als Jugendlicher an der Lima Senior High School in Ohio, gefolgt von vier Jahren an der University of Oklahoma (1975 bis 1979). Der 1,93 Meter große Flügelspieler erreichte mit 1507 Punkten den zum Zeitpunkt seines Abschieds von der Hochschule drittbesten Wert in der Geschichte der Mannschaft, seine 381 Korbvorlagen waren sogar die Bestleistung, diese wurde aber ebenso wie seine Punktausbeute in den folgenden Jahren von mehreren Spielern übertroffen. In der Saison 1978/79 wurde McCullough als Spieler des Jahres der Big 8 Conference ausgezeichnet.
Die Kansas City Kings sicherten sich beim NBA-Draftverfahren 1979 die Rechte an McCullough, er wurde in der vierten Auswahlrunde an insgesamt 85. Stelle aufgerufen. Er wurde von Kansas City mit einem Vertrag ausgestattet, noch vor dem Beginn der Saison 1979/80 aber aus dem Aufgebot gestrichen. In der Vorbereitung auf die Saison 1980/81 gehörte er dem Aufgebot der Phoenix Suns an, verpasste abermals den Sprung ins Saisonaufgebot, wurde Ende April 1981 dann aber von Phoenix unter Vertrag genommen. Zunächst kam er nicht zum Einsatz, seinen NBA-Einstand gab er dann während der Saison 1981/82, als er zwischen Mitte Oktober 1981 und Mitte Dezember 1981 wieder bei Phoenix unter Vertrag stand. McCullough stand in insgesamt acht NBA-Spielen auf dem Feld, erhielt aber nur knapp drei Minuten Einsatzzeit pro Partie und erzielte im Durchschnitt 2,6 Punkte je Begegnung. Außer seinem Kurzzeitvertrag bei den Phoenix Suns spielte er in der Saison 1981/82 bei den Billings Volcanos in der Continental Basketball Association (CBA). Dort verbuchte er in 33 Spielen 10,3 Punkte je Partie. Im Spieljahr 1982/83 stand er in derselben Liga in Diensten der Ohio Mixers (28 Einsätze: 9,0 Punkte/Spiel).
Zu Beginn der Saison 1983/84 erhielt er kurzfristig ein Angebot des französischen Erstligisten EB Orthez, welches er annahm. Er spielte in Orthez unter Trainer George Fisher, einem Landsmann McCulloughs. Im März 1984 gewann man den europäischen Vereinswettbewerb Korać-Cup, McCullough war im Endspiel mit 29 Punkten der beste Korbschütze. Im Spieljahr 1984/85 erzielte er in der französischen Liga in 25 Einsätzen im Schnitt 18,6 Punkte je Begegnung, brachte es zudem auf 6,1 Rebounds und 5 Korbvorlagen pro Spiel.
Nach den beiden Jahren in Frankreich beendete McCullough seine Spielerlaufbahn und wurde Trainer. Er trat 1985 eine Assistenztrainerstelle an der East Carolina University an. Von 1986 bis 1988 war er unter Dave Bliss, für den er an der University of Oklahoma gespielt hatte, Co-Trainer an der Southern Methodist University. 1988 kehrte McCullough in der Sommersaison als Spieler aufs Feld zurück und trug die Farben der Mannschaft Las Vegas Silver Streaks in der World Basketball League. Zwischen 1988 und 1996 war er Assistenztrainer an der University of New Mexico und von 1996 bis 2000 Cheftrainer an der New Mexico Highlands University.
2000 wechselte er an die Oklahoma Baptist University, dort wurde er Cheftrainer der Damen. Er blieb bis 2012 im Amt. Unter seiner Leitung gewann „OBU“ zweimal den Meistertitel in der Sooner Athletic Conference und stieß 2009 unter die besten Vier der NAIA vor. McCullough verließ die Oklahoma Baptist University, um ein Angebot der NBA-Mannschaft Portland Trailblazers anzunehmen. Dort wurde er unter Terry Stotts, der während der gemeinsamen Spielerzeit an der University of Oklahoma sein enger Freund geworden war, als Spielersichter tätig. Im Juni 2016 stieg McCullough in Portland zum Co-Trainer auf. Dieses Amt übte er bis 2021 aus.
2022 wurde er an der University of Tulsa tätig, war bei der Damenmannschaft zunächst für die Weiterentwicklung der Spielerinnen zuständig, 2023 wurde er dort Assistenztrainer und übernahm die Leitung der Spielersichtung.